# انجمن ادبی ایران

لگوی انجمن ادبی ایران

انجمن ادبی ایران، یا گاهی شناخته شده با نام انجمن ایران، بزرگ‌ترین و پر سابقه‌ترین و پرجمعیت‌ترین، از نظر تعداد اعضا، انجمن ادبی ایران است. مدتی که این انجمن در مدرسه دارالفنون برگزار شد به‌خاطر چاپ نشریه دانشکده توسط این انجمن، با نام انجمن دانشکده نیز یاد می‌شود. این انجمن مسئولیت تهیه و تنظیم سرود ملی شاهنشاهی و سرود پرچم شیر و خورشید ایران و پاینده بادا ایران و گردآوری دیوان اشعار گذشتگان ایران را داشت. این انجمن در سال ۱۲۸۷ خورشیدی تأسیس شد. در حال حاضر سید حسن امین رئیس انجمن ادبی ایران است.

## پیشینه
انجمن ادبی ایران به سال ۱۲۷۸ خورشیدی (دو سال پس از مشروطیت در ایران) تأسیس شد. نشست‌های این انجمن که اکنون نزدیک به یکصد و بیست و سه سال از عمر آن می‌گذرد در آغاز در تالار آئینه، بعد در مدرسه دارالفنون و سپس از ۱۳۰۵ تا ۱۳۱۹ در منزل شاهزاده محمد هاشم میرزا افسر (۱۲۵۸–۱۳۱۹) شاعر و نماینده مجلس شورای ملی از سبزوار با حضور بزرگانی همچون حسن وثوق الدوله، ایرج میرزا، عبدالحسین تیمور تاش، ملک الشعرای بهار، میر سید حسن امین الشریعه و … تشکیل می‌شد و پس از فوت افسر در سال ۱۳۱۹ با مشارکت بزرگانی همچون ملک الشعرای بهار، محمد قزوینی، میرزا رضاخان نائینی، حسن وحید دستگردی، فرخی یزدی
سید ولی‌الله خان نصر، مشکان طبسی، مستشار اعظم دانش، معتضدالدوله مهران رفاهی، عبرت نائینی، هادی حایری، یدالله مایل تویسرکانی، پروین اعتصامی، احمد اشتری، هادی اشتری، سید علینقی امین و جعفر پیدا ادامه یافت و شیخ الملک اورنگ، محمدعلی بامداد، ادیب السلطنه سمیعی آن را اداره می‌کردند.
در نسل بعد از دهه ۱۳۴۰ تا ۱۳۶۰ اول نیابت ریاست انجمن ادبی ایران و بعد ریاست آن بر عهده استاد محمدعلی ناصح (درگذشته ۱۳۶۵) بود که انجمن را سه شنبه‌ها در طبقه فوقانی منزل خود در امیریه تهران در کوچه نزدیک چهارراه معزالسلطان برگزار می‌کرد. استادانی در انجمن ادبی ایران شرکت می‌کردند عبارت بودند از: بدیع الزمان فروزانفر، رضازاده شفق، سعید نفیسی، نصرالله فلسفی، سید محمد مشکات، مرتضی قهرمان، صادق سرمد، شهریار، علیرضا صبا، امیری فیروزکوهی، حسین خطیبی (استاد دانشگاه)، محمدعلی نجاتی، عبدالرحمان پارسا تویسرکانی، عباس فرات، احمد سهیلی خوانساری، شکرالله آزادی، نصرت‌الله کاسمی، احمد اخگر، یاور همدانی، سید غلامرضا روحانی، جعفر پیدا، احمد گلچین معانی و …
همچنین، در بحبوحهٔ انقلاب سال ۱۳۵۷ خورشیدی، با توجه به شرایط اعضا، مدتی یاور همدانی مسئولیت کنترل و برنامه‌ریزی انجمن را بر عهده گرفت.
محمدعلی ناصح، مردی ادیب و دانشمند بود و شاگردان متعددی را تربیت کرد که در رده استادان دانشگاه قرار گرفتند. از جملهٔ آنان: خلیل خطیب رهبر (استاد ادبیات دانشگاه تهران)، سید حسن امین (استاد حقوق، فلسفه، شعر و ادب)، سید حسن سادات ناصری، عباس کی منش و در رده شاعران: ابوالقاسم حالت، مسجدی قمی، یحیی سمیعیان (ریحان)، مهرداد اوستا، مشفق کاشانی، غلامحسین مولوی (تنها)، سیمین بهبهانی، علی اکبر کنی پور (مستی)، ادیب برومند، منوچهر صدوقی سها، سید حسن امین، هادی رنجی، سید محمود گلشن کردستانی، عبدالرفیع حقیقت (رفیع)، عبدالصمد حقیقت، خلیل سامانی (موج)، علی اشتری (فرهاد)، محمد کلانتری (پیروز)، واجد قمی، سید علیرضا شمس قمی، محمد شادکام، سپیده کاشانی، جواد آذر، نصرت‌الله نوحیان (نوح)، محمد شهریاری، حسین مظلوم (کیفر)، مصطفی قمشه ای (مژده)، رضا شمسا، یاور همدانی، عباس میرخانی، حسین آهی و محمد صادق نیاز کرمانی و بودند.

## مدیران و رییسان انجمن
- شیخ الرییس افسر (مؤسس)
- حسن وحید دستگردی
- پارسا تویسرکانی سال ۱۳۱۵ الی ۱۳۱۹، نایب رئیس
- شیخ الملک اورنگ
- محمد علی بامداد
- ادیب السلطنه سمیعی
- محمدعلی ناصح
- یاور همدانی
- خلیل خطیب رهبر (نامزد ریاست) تا ۱۳۶۰
- سید حسن امین، بعد سال ۱۳۷۷[۹][۱۰]

## سرود ملی شاهنشاهی و سرود پرچم
در سال ۱۳۱۲ خورشیدی هنگامی که رضاشاه به دعوت آتاتورک قصد سفر به ترکیه را داشت، به انجمن ادبی ایران تکلیف کرد که برای ایران سرودی ملی تهیه نمایند تا در مراسم رسمی نواخته شود. همان روز هیئت رئیسه انجمن ادبی ایران با حضور شیخ الرئیس افسر، ملک الشعرای بهار، شیخ الملک اورنگ، مرتضی میرزا قهرمان، بدیع الزمان فروزانفر، عبدالرحمن پارسا تویسرکانی، سعید نفیسی و عباس فرات تشکیل جلسه داده و اشعاری در سه قسمت (سه بند) سروده شد که شیخ الرئیس افسر سراینده اشعار بند اول سرود شاهنشاهی و بند سوم سرود ملی و عبدالرحمن پارسا تویسرکانی سراینده بند دوم آن سرود پرچم بودند. داوود نجمی‌مقدم نیز آهنگ آن را ساخت.
در جلسه انجمن قرار شد شاهزاده افسر و مین باشیان (غلامرضاخان سالار معزز) با هم سرود را بسازند؛ بدین ترتیب که شاهزاده افسر شعر آن را تهیه کند و آهنگ آن را مین باشیان. به زودی سرود شاهنشاهی آماده شد و به دربار تقدیم گردید.
گفته شده رضاشاه پس از شنیدن شعر شخصاً دو جای آن را اصلاح کرد. یکی آنجا که گفته بود: «از اجنبی جان می‌ستانیم» که رضاشاه گفت: «از دشمنان جان می‌ستانیم» و دیگر آنجا که گفته شده بود «شهنشه زنده بادا» که رضاشاه تغییر داد به «شاهنشه ما زنده بادا». هرچند بر اساس اوزان و آهنگ سرود ملی چنین چیزی نادرست به نظر می‌رسد. همچنین گفته شده که این سخن، شایعه سازی از طرف انجمن‌های ادبی دیگر با توجه به دادن این امر مهم به این انجمن بوده تا خود را بهتر جلوه دهند و رضاشاه تماماً از این اثر استقبال کرده و شاعران آن را مورد تشویق قرار می‌دهد.
سرود پرچم شیر و خورشید ایران نیز پس از سرود ملی توسط عبدالرحمن پارسا تویسرکانی پیش از ورود رضاشاه به ترکیه سروده شد.

## گردآوری دیوان اشعار گذشتگان ایران
یکی از کارهای انجمن کمک برای گردآوری دیوان و زندگی‌نامه شعرای پیشین بود. از جمله فعالیت‌های آنان می‌توان به موارد زیر اشاره داشت:
- رباعیات حکیم عمر خیام ۱۳۰۶ (چاپ۱۳۱۶)سعید نفیسی
- شاهنامه چاپ۱۳۱۰.سعید نفیسی
- رباعیات باباافضل کاشانی((افضل الدین کاشانی)) ۱۳۱۱.سعید نفیسی
- پندنامه انوشیروان از بدایعی بلخی. ۱۳۱۲.سعید نفیسی
- نصیحت نامه (قابوسنامه) ۱۳۱۲ سعید نفیسی
- سام‌نامه، خواجوی کرمانی، ۱۳۱۶سعید نفیسی
- سیرالعباد الی المعاد، سنایی غزنوی، ۱۳۱۶سعید نفیسی
- تاریخ گیتی گشاتالیفمیرزا محمد صادق موسوی بادو ذیل تألیف عبدالکریم شریف و آقا محمد رضا شیرازی ۱۳۱۷.سعید نفیسی
- دیوان مقطعات و رباعیات ابن یمین ۱۳۱۸.سعید نفیسی
- دیوان لامعی گرگانی، ۱۳۱۹سعید نفیسی
- تاریخ سرگذشت مسعودی (معروف به تاریخ بیهقی)، سه جلد، ۱۳۱۹–۱۳۳۲سعید نفیسی
- دیوان قصاید و غزلیات عطار نیشابوری، ۱۳۱۹(دو چاپ بعد هم دارد) سعید نفیسی
- دیوان قصاید و غزلیات معین الدین جنید شیرازی ۱۳۲۰سعید نفیسی
- منتخب قابوسنامه، وزارت فرهنگ ۱۳۲۰.سعید نفیسی
- رساله مجدیه، نوشته مجدالملک سینکی. ۱۳۲۱سعید نفیسی
- رساله فریدون بن احمد سپهسالار در احوال جلال الدین مولوی ۱۳۲۵سعید نفیسی
- مواهب الهی (درتاریخ آل مظفر) تألیف معین الدین یزدی جلد اول ۱۳۲۶.سعید نفیسی
- گشایش و رهایش، تألیف ناصر خسرو، بمبئی ۱۳۲۸ (چاپ دوم دارد). سعید نفیسی
- رساله صاحبیه، مندرج در فرهنگ ایران زمین. ۱۳۳۲.سعید نفیسی
- رساله روحی انارجانی، مندرج در فرهنگ ایران زمین. ۱۳۳۲.سعید نفیسی
- زین‌الخبارتألیف ابوسعیدعبدالحی گَردیزی(شامل تاریخ ساسانیان تا پایان دوره صفاری)، ۱۳۳۳سعید نفیسی
- سخنان منظوم ابوسعید، ۱۳۳۴.سعید نفیسی
- مقامات عبدالخالق غجدوانیوعارف ریوگری، مندرج در فرهنگ ایران زمین، ۱۳۳۵.سعید نفیسی
- کلیات عراقی،۱۳۳۵.سعید نفیسی
- لباب الباب، ۱۳۳۵.سعید نفیسی
- دیوان ازرقی هروی، ۱۳۳۶.سعید نفیسی
- دستورالوزرا، خواندمیر، ۱۳۳۷.سعید نفیسی
- دیوان قاسم انوار،۱۳۳۷ سعید نفیسی
- دیوان هلالی جُغَتایی، ۱۳۳۷.سعید نفیسی
- دیوان انوری، ۱۳۳۷.سعید نفیسی
- دیوان قصاید و غزلیات نظامی گنجوی ۱۳۳۸.سعید نفیسی
- دیوان رشیدوطواط، ۱۳۳۹.سعید نفیسی
- دیوان عَمعَق بخارایی، ۱۳۳۹.سعید نفیسی
- فتوت نامه ناصری. مندرج در فرهنگ ایران زمین ۱۳۳۹.سعید نفیسی
- دیوان اوحدی مراغه‌ای،۱۳۴۰.سعید نفیسی
- گلستان سعدی شیرازی ۱۳۴۰. سعید نفیسی
- فیه مافیه از گفتار مولانا جلال‌الدین محمد مشهور به مولوی (تصحیح) (۱۳۳۰)، بدیع‌الزمان فروزانفر
- معارف سلطان‌العلما بهاءالدین محمدبن حسین خطیبی بلخی مشهور به بهاء ولد (تصحیح) (۱۳۳۳–۱۳۳۸) بدیع‌الزمان فروزانفر
- مأخذ قصص و تمثیلات مثنوی (۱۳۳۳) بدیع‌الزمان فروزانفر
- احادیث مثنوی (۱۳۳۴)بدیع‌الزمان فروزانفر

۸* کلیات شمس یا دیوان کبیر (۱۳۳۶–۱۳۴۸)بدیع‌الزمان فروزانفر
- معارف برهان‌الدین محقق ترمذی (تصحیح) (۱۳۳۹) بدیع‌الزمان فروزانفر
- شرح احوال و نقد و تحلیل آثار شیخ فریدالدین عطار نیشابوری (۱۳۳۹–۱۳۴۰)بدیع‌الزمان فروزانفر
- دیوان اشرف قزوینی ،بدیع‌الزمان فروزانفر
- مناقب اوحدالدین کرمانی (تصحیح) (۱۳۴۷) ،بدیع‌الزمان فروزانفر
- ترجمهٔ رسالهٔ قشیریه (تصحیح) (۱۳۴۵)، بدیع‌الزمان فروزانفر
- شرح مثنوی شریف در سه مجلد (۱۳۴۶–۱۳۴۸) ،بدیع‌الزمان فروزانفر
- تصحیح و تحشیه و تنظیم دیوان رفیق اصفهانی، یاور همدانی
- تصحیح و تدوین مقدمه دیوان میرزارضی‌الدین آرتیمانی، یاور همدانی
- احوال ابن یمین فریومدی شاعر سلسلهٔ سربداران، غلامرضا رشید یاسمی
- تصحیح و ویرایش دیوان مسعود سعد سلمان، غلامرضا رشید یاسمی
- تصحیح و ویرایش دیوان هاتف اصفهانی ،غلامرضا رشید یاسمی
- تصحیح و ویرایش دیوان محمدباقر خسروی، غلامرضا رشید یاسمی
- منظومهٔ سلامان و آبسال جامی، غلامرضا رشید یاسمی
- تصحیح، مقدمه و چاپ قیصرنامهٔ ادیب پیشاوری،پارسا تویسرکانی
- مقدمهٔ دیوان مجنون تویسرکانی،پارسا تویسرکانی
- تصحیح و چاپ دیوان دیوان افسر سبزواری،پارسا تویسرکانی
- تصحیح دیوان عنصری،پارسا تویسرکانی
- تصحیح دیوان سلمان ساوجی،۱۳۳۲ ،مهرداد اوستا
- تصحیح رسائل خیام (نوروز نامه-رساله وجود) با مقدمه و تحقیق در زندگی وی۱۳۳۵،مهرداد اوستا
- دیوان ادیب بیضایی آرانی (چاپ ۱۳۲۷ش) پرتو بیضایی آرانی
- دیوان کلیم کاشانی (چاپ ۱۳۳۶ش)پرتو بیضایی آرانی
- دیوان صباحی بیدگلی، شاعر سده دوازدهم (چاپ ۱۳۳۸ش) پرتو بیضایی آرانی
- دیوان قصاب کاشانی، شاعر سده دوازدهم (چاپ ۱۳۳۸ش) پرتو بیضایی آرانی
- مثنوی قضا و قدر، از سلیم تهرانی، شاعر سده یازدهم (چاپ ۱۳۴۱ش) پرتو بیضایی آرانی
- شرح و توضیح مفصل گلستان سعدی خلیل خطیب رهبر
- شرح و توضیح مفصل مرزبان‌نامه خلیل خطیب رهبر
- شرح و حواشی غزلیات حافظ خلیل خطیب رهبر
- شرح و حواشی غزلیات سعدی خلیل خطیب رهبر

## سرود پاینده بادا ایران
سرود پاینده بادا ایران، توسط ابوالقاسم حالت سروده شد. با تغییر رژیم شاهنشاهی به جمهوری اسلامی، کمبود سرود ملی جدید احساس می‌شد. از این رو، انجمن ادبی ایران با بیان این موضوع میان اعضا، ابوالقاسم حالت با تغییر در این سرود، نخستین سرودملی بعد از انقلاب را تدوین کرد.

## بعد از انقلاب
در بعد از انقلاب به خاطر تغییر در ساختارهای حکومت و به همین سبب، تغییر احساسات مردم، شعرا و نویسندگان نیز در سرودن سست شدند یا به همکاری با نهادهای ادبی با گرایش بیشتر به انقلاب اسلامی پرداختند. از این رو، تأمین بودجه انجمن به سخت‌ترین حالت ممکن رسید. از این رو پس از محمدعلی ناصح ، انتظار می‌رفت خلیل خطیب رهبر سرپرستی را به عهده بگیرد. اما با وجود مشکلات و بازنشستگی اجباری و جلوگیری از برگزاری جلسات و … انجمن ادبی ایران از حالت قبلی خود خارج شد و در منازل افراد عضو جلسات ادبی، شب شعرهایی به صورت ناهماهنگ برگزار می‌شد، تا آن که آن‌ها نیز خاموش گشت.
افراد مختلفی از جمله سید حسن امین خواستند این انجمن را با کمک اعضای باقی مانده همانند یاور همدانی و… احیا کنند، اما نتوانستند آن را همان‌طور که بود بازگردانند.

## فعالیت‌های مهم
1. تربیت شاعران جوان
2. آموزش در زمینه ادبیات
3. شاهنامه خوانی
4. پژوهش در زمینه شعر
5. گردآوری دیوان اشعار گذشتگان ایران
6. آموزش نقدهای ادبی
7. نقد اشعار و اصلاح و پیشنهاد برای بهبود شعر
8. تهیه و تدوین سرود ملی ایران به دستور رضاشاه
9. تهیه و تدوین سرود پرچم شیر و خورشید ایران
10. ترویج اشعار در قالب‌های کلاسیک
11. کمک برای انتشار اشعار مختلف در نشریات
12. کمک برای چاپ دیوان اشعار شاعران
13. نخستین سرود ملی جمهوری اسلامی ایران

## نهادهای هم ردیف
گاهی اعضای انجمن ادبی ایران در نهادهای ادبی زیر نیز حضور داشته‌اند:
- کانون نویسندگان ایران
- نخستین کنگره نویسندگان ایران
- انجمن ادبی شمع سوخته
- انجمن خوشنویسان ایران

## نگارخانه
انجمن ادبی ایران، خرداد ماه ۱۳۲۵ خورشیدی، سفر به همدان؛ تصویر در سال ۱۴۰۰ خورشیدی رنگی شده‌است.
نشسته از راست به چپ: مهدی آزاد، احمد ساجدی، کاظم حسینی، حسن رهنمون، عبدالمجید عشیره، محمود حمیدی، یعقوب ناهید، مایل تویسرکانی، قاسمی (وزیر فرهنگ وقت)، اسدالله کیوان، جعفر پیدا، ابوالفضل پیدا
ایستاده از راست به چپ:جواد معروفی (روزنامه‌نگار روزنامه الوند)، فرزند اکبر شریفی، شرف الدین خراسانی، شریفی، رضا همراه، رضا ایزدی، اکبر شریفی، احمد ابطحی، صادق بهرام (روزنامه‌نگار)، محمد آزاد؛ یاور همدانی و امین‌الله رضایی
مکان:جولان منزل اکبر شریفی